# František Richard Osvald
František Richard Osvald (Hodruša-Hámre, 3 ottobre 1845 – Trnava, 14 aprile 1926) è stato un letterato e presbitero slovacco.

## Biografia
Nacque nella famiglia di Matej Osvald, operaio delle miniere e muratore, e di sua moglie Katarína, nata Boldišová. 
Dopo aver frequentato la scuola primaria nel paese natale, il ginnasio a Banská Bystrica e il seminario a Trnava, proseguì gli studi di teologia a Esztergom, dove rimase dal 1865 al 1869. Nel 1869 fu ordinato presbitero. Esercitò il ministero come viceparroco a Starý Tekov, Drégelypalánk, Vráble, Majcichov, Zavar e Bohunice. Nel 1880 fu nominato amministratore parrocchiale a Teplá, di cui divenne parroco nel 1907. Restò a Teplá fino al 1917, quando fu nominato canonico del capitolo di Trnava. Nel 1919 fu nominato vicario generale a Trnava e nel 1921 ebbe il titolo di protonotario apostolico e fu nominato rettore del seminario. 
Fu cofondatore della Società di Sant'Adalberto, di cui fu amministratore dal 1878 al 1879 e di cui dal 1918 fino alla morte fu presidente e poi presidente onorario. Nel 1900 fu nominato membro onorario dell'Unione cattolica slovacca di Johnstown, città della Pennsylvania con una numerosa colonia slovacca. Dal 1919 fino alla morte fu presidente della Società museale slovacca e della Matica slovenská. Dal 1920 al 1921 fu anche senatore all'Assemblea nazionale cecoslovacca per il Partito Popolare Slovacco di Hlinka.
Fu attivo come editore e redattore di numerosi giornali, fra cui Kazateľ ("Il predicatore"), Kazateľňa ("Il pulpito"), Literárne listy ("Lettere letterarie"). Dapprima compose poesie d'occasione, in seguito si dedicò alla pubblicistica con articoli di storia della letteratura e critica letteraria. Nel centenario della Compagnia dotta slovacca (Slovenské učené tovarišstvo) curò l'almanacco della Compagnia in tre volumi. Come filologo si occupò di grammatica storica, lessicologia e dialetti slovacchi. Nel 1910 fu incaricato dalla Società di Sant'Adalberto della revisione della traduzione slovacca della Bibbia. Si dedicò anche alle scuole ecclesiastiche. Tradusse tesi di argomento religioso dall'ungherese e dal tedesco.
Ján Pöstényi gli intitolò un museo in cui raccolse le sue collezioni di cimeli della Società di Sant'Adalberto e di documenti e oggetti importanti per la storia culturale di Trnava..